# Cansanção
Cansanção är en kommun i Brasilien.   Den ligger i delstaten Bahia, i den östra delen av landet, 1 100 km nordost om huvudstaden Brasília. Antalet invånare är 32 923.
Omgivningarna runt Cansanção är huvudsakligen savann. Runt Cansanção är det ganska glesbefolkat, med 24 invånare per kvadratkilometer.